# A WC papír bűntény
A WC papír bűntény (Toilet Paper) a South Park című rajzfilmsorozat 99. része (a 7. évad 3. epizódja). Elsőként 2003. április 2-án sugározták az Egyesült Államokban.

## Cselekmény
|  | Alább a cselekmény részletei következnek! |

A négy főszereplő fegyelmezetlenül viselkedik egy kézműves foglalkozáson, ezért büntetésből tanítás után is az iskolában kell maradniuk. Ezen feldühödve úgy döntenek, bosszút állnak tanárukon, Mrs. Dreibel-en és az éjszaka leple alatt vécépapírral megdobálják a házát. Amikor megtudja, hogy a tanárnőnek gyerekei vannak, Kyle-nak szörnyű bűntudata támad, és rémálmok kezdik gyötörni. Másnap a négy fiút behívják az igazgatói irodába, de Cartman előáll egy roppant módon túlbonyolított és nonszensz alibivel. Kyle belebonyolódik a történetbe, Cartman pedig egyre nyugtalanabb lesz, mert fél, hogy Kyle megtörik és vallani fog.
Ezalatt Barbrady felügyelő nyomozni kezd az ügyben, de képtelen előrehaladni. Segítséget kér Josh-tól, egy fiútól, aki a fiatalkorúak börtönében ül, mert egy év alatt több mint 600 házat dobált meg vécépapírral. Josh segít a felügyelőnek, de cserébe kényes kérdéseket tesz fel neki a magánéletével kapcsolatban.
Cartman úgy határoz, saját kezűleg akadályozza meg Kyle beismerő vallomását. Csónakázni viszi Kyle-t a közeli tóra és megpróbálja leütni egy baseballütővel – mivel azonban csak műanyag ütőt tudott szerezni, nem jár sikerrel.
Barbrady-nek igazságszérum segítségével sikerül vallomást kicsikarnia Buttersből, akit a szülei leszidnak, amiért olyan bűntényt vállalt el, melyet nyilvánvalóan nem ő követett el. Miután Butters bajba került, Kyle-nak sikerül meggyőznie Stant és Kennyt is arról, hogy vallják be, amit tettek.
Másnap reggel Barbrady Victoria igazgatónő irodájába viszi Josht, hogy az elárulja, ki a bűnös, de kiderül, a tettes már beismerő vallomást tett. Stan, Kyle és Kenny is az irodába siet, de Cartman megelőzte őket – korábban bevallotta tettét, hogy cserébe enyhébb büntetést kapjon. Josh sikeresen kijátssza a rendőrséget és elszökik, ezután felhívja Barbradyt és tudatja vele, egy régi álmát kell valóra váltania. Az utolsó jelenetben Josh látható, amint vécépapírral a kezében a Fehér Ház felé közelít, a háttérben pedig baljós zene szól.
|  | Itt a vége a cselekmény részletezésének! |

## Utalások
- Az epizódban egyértelműen utalnak A bárányok hallgatnak című filmre, illetve Josh alakján keresztül a film főszereplőjére, Hannibal Lecterre.
- A jelenet, amelyben Cartman csónakázni viszi Kyle-t, majd egy baseballütővel megpróbálja megölni, célzás A Keresztapa II. című filmre, Fredo halálára.
- Kyle második rémálmában, melyet bűntudata okozott, látható egy valós filmfelvétel. Ez a videó Nancy Kerrigan amerikai korcsolyázónő 1994-es megtámadásakor készült.
- A cselekmény kísértetiesen emlékeztet a Nincs kegyelem, tanár úr („Killing Mr. Griffin”) című film történetére.
- A ház megdobálása előtt Kyle az ablakon keresztül észreveszi a tanárnő gyerekekeit és visszakozni kezd, amiért nem szóltak neki arról, hogy a tanárnőnek gyerekei vannak. Egy hasonló jelenet A sebhelyesarcú című filmben is van, melyben a főszereplő, Tony Montana egy autót készül felrobbantani, de az akció előtt meglátja az áldozat gyerekeit, és elbizonytalanodik.
- Barbrady irodájában a hirdetőfalon (jobboldalt fenn) a jobb oldali papírlapon A csirkebaszó című epizód molesztálójának feje látható.